# Linda de Vries
Linda de Vries (Assen, 4 febbraio 1988) è una pattinatrice di velocità su ghiaccio olandese.

## Palmarès

### Mondiali distanza singola
- 3 medaglie:
  - 2 ori (inseguimento a squadre a Heerenveen 2012; inseguimento a squadre a Soči 2013);
  - 1 bronzo (1500 m a Heerenveen 2012).

### Europei
- 1 medaglia:
  - 1 argento (Heerenveen 2013).

### Coppa del Mondo
- 6 podi (3 individuali, 3 a squadre):
  - 3 vittorie;
  - 3 terzi posti.

#### Coppa del Mondo - vittorie
| Data             | Luogo          | Stato       | Disciplina                                                                  |
| ---------------- | -------------- | ----------- | --------------------------------------------------------------------------- |
| 8 marzo 2013     | Heerenveen     | Paesi Bassi | Inseguimento a squadre (con Ireen Wüst, Diane Valkenburg e Marrit Leenstra) |
| 10 novembre 2013 | Calgary        | Canada      | Inseguimento a squadre (con Ireen Wüst e Lotte van Beek)                    |
| 17 novembre 2013 | Salt Lake City | Stati Uniti | Inseguimento a squadre (con Ireen Wüst e Antoinette de Jong)                |